# بنك الدي أن إيه

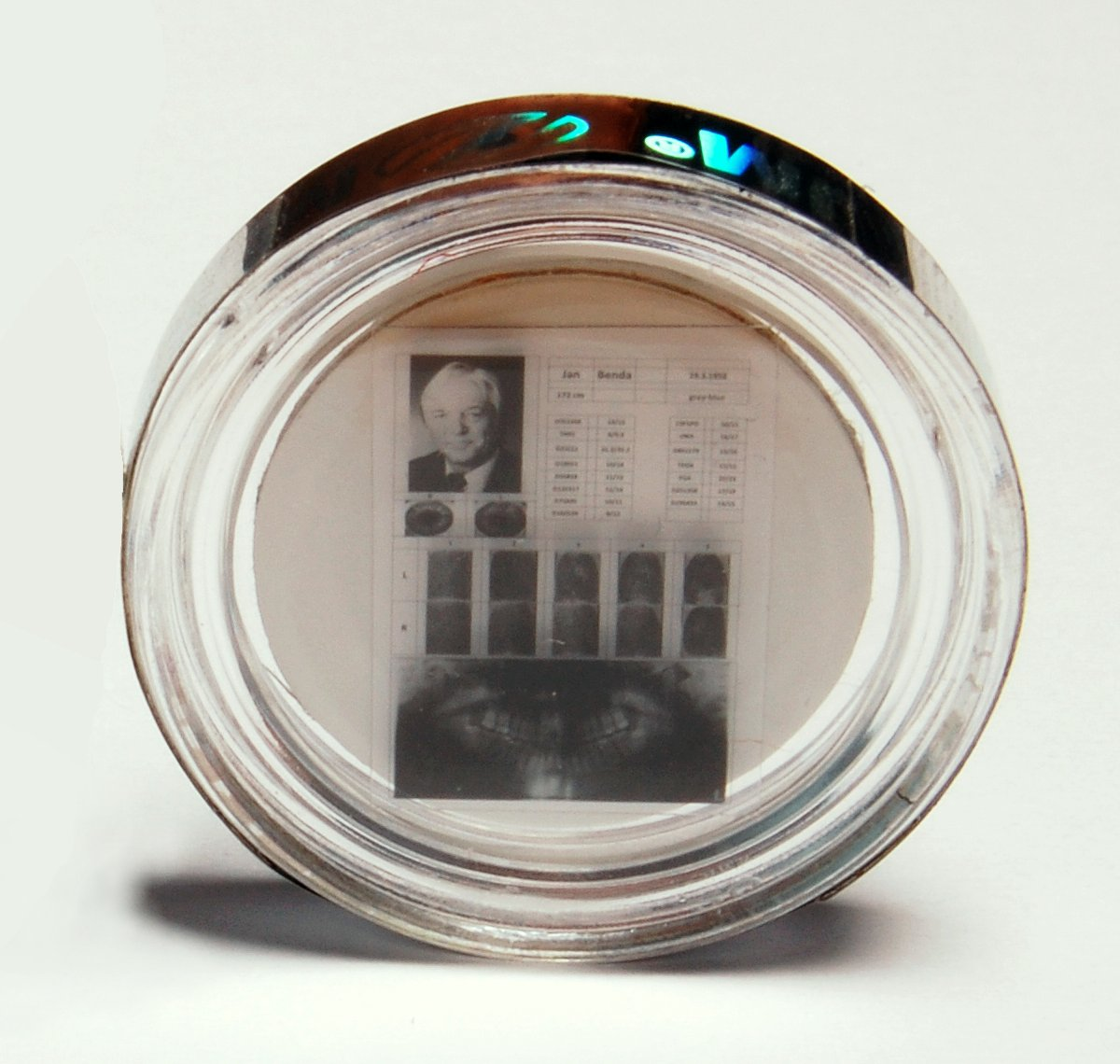

بنك الدي أن إيه أو بنك الدنا DNA bank هو عبارة عن مستودع للدي أن إيه، وتستخدم عادةً في الأبحاث العلمية. فمثلاً بنك الدنا NIAS، تقوم بجمع الأحماض النووية (الدنا) للمتعضيات الزراعية، مثل الأرز والسمك، لاستخدمها في الأبحاث العلمية. إن أكثر الأحماض النووية التي تأتي من بنك الدنا تُستعمل في الدراسات العلمية لمحاولة تكثير الإنتاجية أو تكوين أنواع زراعية أكثر صداقةً للبيئة. إن بعض بنوك الدنا تقوم بتخزين الدنا الخاص بالأنواع المهددة بالانقراض لإعادتهم إلى الحياة.

## وصلات خارجية
- بنك الدنا NIAS
- معمل بنك الدنا الأسترالي
- بنك RBG Kew DNA  نسخة محفوظة 23 يناير 2011 على موقع واي باك مشين.
- حفظ الدنا